# Ферланд (Индијана)
Ферланд (енгл. Fairland) град је у америчкој савезној држави Индијана.

## Демографија
По попису из 2010. године број становника је 315, што је 961 (-75,3%) становника мање него 2000. године.
| Група             | 2000.         | 2010.       |
| Белци             | 1.243 (97,4%) | 303 (96,2%) |
| Афроамериканци    | 0 (0,0%)      | 0 (0,0%)    |
| Азијати           | 4 (0,3%)      | 0 (0,0%)    |
| Хиспаноамериканци | 10 (0,8%)     | 11 (3,5%)   |
| Укупно            | 1.276         | 315         |